# Anneliese Michel
Pour les articles homonymes, voir Michel.
Anneliese Michel, née le 21 septembre 1952 à Leiblfing (Bavière) et morte le 1er juillet 1976 à Klingenberg am Main est une jeune étudiante ouest-allemande catholique sur laquelle ont été pratiqués 67 exorcismes sur une période de 10 mois,,. Sa vie a inspiré au cinéma L'Exorcisme d'Emily Rose (film de Scott Derrickson, sorti en 2004), et Requiem (film de Hans-Christian Schmid, sorti en 2006).

## Biographie
Les troubles d'Anneliese Michel commencent en 1967, alors qu'elle est victime de violents tremblements incontrôlables. Lors de ces crises, elle perd l'usage de la voix. Le médecin de famille fait l'hypothèse d'une épilepsie et Anneliese est envoyée en consultation chez un neurologue. Les médicaments qui lui sont prescrits pour contrôler son épilepsie n'améliorent pas son état. Elle dit apercevoir des visages démoniaques en train de grimacer lors de sa prière quotidienne, auxquels elle donne le nom de Fratzen (en allemand : faces grotesques et monstrueuses). Elle entend aussi des voix. Les médecins ne parviennent pas à améliorer son état[réf. nécessaire].
Au début de l'année 1973, les parents d'Anneliese s'adressent à plusieurs prêtres afin qu'ils exorcisent leur fille. En l'absence de signes de possession, ils n'accèdent pas à leur demande et recommandent qu'elle poursuive son traitement médical. En 1974, un prêtre accepte de pratiquer sur elle un exorcisme, mais sa hiérarchie le lui interdit. L'état de la jeune femme empire et les crises deviennent de plus en plus violentes. Elle insulte les membres de sa famille, allant jusqu'à les battre et à les mordre. Elle refuse de s'alimenter. Agitée de mouvements incontrôlables, elle dort la nuit à même le sol. Le curé de sa paroisse considère qu'Anneliese est possédée par plusieurs démons dont il faut la libérer.  Sollicité en 1975, l'archevêque de Wurtzbourg, Josef Stangl, donne son accord à l'exorcisme de la jeune fille. Une à deux séances d'exorcisme s'enchaînent chaque semaine. Parfois, les crises sont tellement fortes qu'il faut trois hommes pour la maîtriser[réf. nécessaire].
Une rémission lui permet de reprendre une vie normale et de poursuivre ses études pour devenir institutrice[réf. nécessaire].
Cependant, les crises reprennent ainsi que les exorcismes qui sont enregistrés. Elle refuse à nouveau de s'alimenter. Ses nombreuses génuflexions, plus de 600 fois à la suite, provoquent une rupture au niveau des genoux. Le dernier exorcisme a lieu le 30 juin 1976. À ce stade, Anneliese souffre d'une pneumonie. Elle meurt le lendemain à son domicile. Le rapport d'autopsie indique que sa mort est liée à une sévère malnutrition et à une déshydratation consécutives aux privations de nourriture pendant l'année 1976. Une enquête fait suite au décès. Les deux prêtres exorcistes et les parents sont inculpés en raison de leur négligence qui a conduit à la mort d'Anneliese,. Lors du procès, les prêtres font écouter les enregistrements réalisés, au cours desquels ils affirment qu'on peut entendre par sa bouche la voix des démons qui la possèdent. Les parents et les deux prêtres sont condamnés à 6 mois de prison avec sursis.

### Culture
- L'Exorcisme d'Emily Rose, film de Scott Derrickson, 2005.
- Requiem film de Hans-Christian Schmid, 2006[4].